# XZ Andromedae
XZ Andromedae är en dubbelstjärna belägen i den mellersta delen av stjärnbilden Andromeda. Den har en högsta skenbar magnitud av ca 9,91 och kräver ett teleskop för att kunna observeras. Dess skenbara magnitud sjunker ner till 12,45 med en period av 1,357 dygn i enlighet med beteendet hos Algolvariabler. Baserat på parallax enligt Gaia Data Release 2 på ca 1,84 mas beräknas den befinna sig på ett avstånd av ca 1 770 ljusår (ca  540 parsec) från solen. 

## Observation
Variabiliteten hos XZ Andromedae upptäcktes av Henrietta Leavitt genom att undersöka fotografier tagna mellan 1916 och 1919. Variabiliteten bekräftades av Arville D. Walker och Priscilla Fairfield. Upptäckten tillkännagavs av Harlow Shapley år 1923. Stjärnan, ursprungligen känd som BD+41 376, fick 1924 variabelbeteckningen XZ Andromedae.
Dubbelstjärnas variation visar de vanliga två förmörkelserna, en huvudförmörkelse av primärstjärnan och en sekundärförmörkelse av följeslagaren med en mindre uttalad minskning i magnitud. Variationens period på 16,7 dygn visade sig dock variera i tid utan någon konsoliderad trend.

## Egenskaper

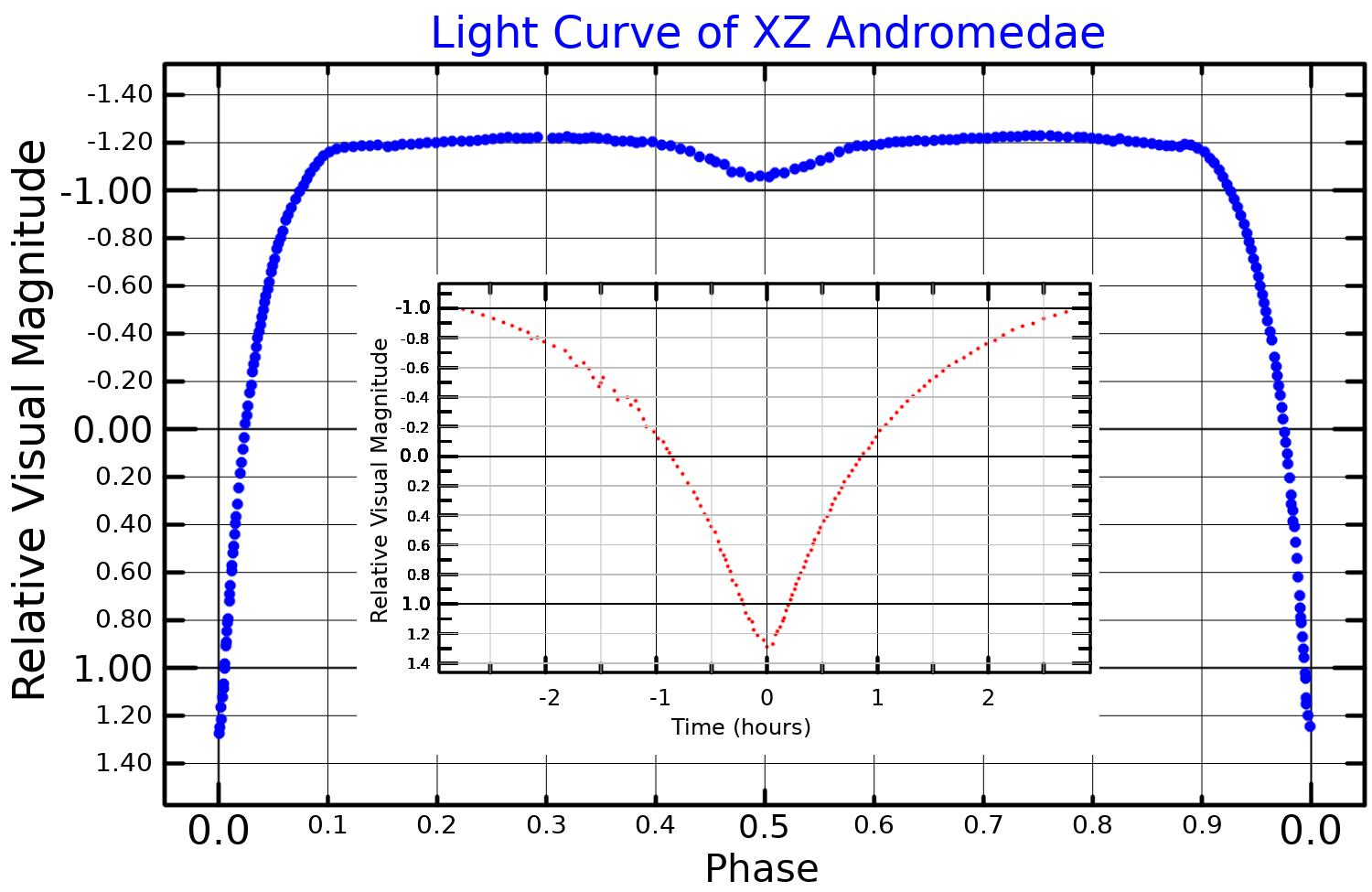
Ljuskurva i visuella bandet för XZ Andromedae Huvuddiagrammet visar ljuskurvan över en hel cykel, och det infällda diagrammet visar primärminimumet i en utökad skala. Anpassat från Yang (2013)

Primärstjärnan XZ Andromedae A är en vit till blå stjärna i huvudserien eller underjätte av  spektralklass A4 IV-V. Den har en massa av ca 3,2 solmassor, en radie av ca 2,4 solradier och har en effektiv temperatur av ca 9 500 K.
Följeslagaren XZ Andromedae B är en orange till gul underjättestjärna av  spektralklass G5 IV. Den har en massa av ca 1,3 solmassa, en radie av ca 2,6 solradier har en effektiv temperatur av ca 5 500 K. Stjärnan kommer sannolikt att utvecklas till en vit dvärg innan primärstjärnan lämnar huvudserien. Sedan 2019 misstänks det att den förmörkande dubbelstjärnan omkretsas av ytterligare två liknande stjärnor i en 1:3 medelrörelsesresonans med omloppsperiod på 33,43 respektive 100,4 år.
Fotometriska perioder för Algolvariabler matchar systemets omloppsperiod. I XZ Andromedae har dock små periodvariationer observerats som kan reproduceras med tre olika cykler på 137,5, 36,8 respektive 11,2 år. Var och en av dem kan vara effekten av ett annat svagt objekt som kretsar kring dubbelstjärnan, men en av de två kortare cyklerna kan också vara en effekt av magnetisk interaktion mellan stjärnor (Applegatemekanismen).
Annan forskning anger att den långa cykeln istället är en långsiktig periodökning orsakad av massöverföring från följeslagaren (som fyller dess Roche-lob) till primärstjärnan.